# Еуфросина Кастамонитиса
Еуфросина Кастамонитиса је била византијска племкиња из породице Кастамонита, супруга Андроника Дуке Анђела (рођака владајуће династије Комнина) и мајка два будућа византијска цара из породице Анђела: Исака II Анђела и Алексија III Анђела. 

## За време владавине цара Манојла I Комнина
Еуфросина и Андроник су се венчали 1150. Заједно су имали осморо деце, шест синова и две ћерке. Међутим, 1179/80. Андроник је покушао да поништи свој законски брак са Еуфросином, како би се оженио другом женом у коју се заљубио. Андроникови брачни планови су пропали захваљујући интервенцији цара Манојла I Комнина у корист Еуфросине. Црквени синод од кога је затражено да реши ово питање такође је одлучио у корист Еуфросине.

## За време владавине цара Андроника I Комнина
За време владавине цара Андроника I Комнина, чланови њене породице су се побунили против цара Андроника I, али је завера откривена. Док је већину завереника цар ухватио и ослепио, Андроник и његови синови су успели да побегну бродом.
Године 1185. побунио се и њен син Исак и затворио се заједно са другима иза чврстих зидина града Никеје у Малој Азији. Да би сломио морал опкољеног, цар Андроник I је довео Еуфросину из Цариграда и ставио је на врх овна. Никита Хонијат напомиње да је било готово чудо што није умрла од терора ове акције. Ипак, браниоци су наставили да шаљу пројектиле на Андроникове људе, али су били веома опрезни да не повреде Еуфросинино откривено тело. Никејци су на крају спалили Андроникове опсадне машине, спасили Еуфросину и извукли је ужетом у град на безбедно.

## За време владавине цара Исака II Анђела
Еуфросина је потицала из породице бирократа која је помогла њеном сину Исаку да успостави своју власт након пада са власти цара Андроника I Комнина 1185. године захваљујући побуни народа Цариграда. Теодор Кастамонит, њен брат, постао је свемоћни Исаков главни министар.
Еуфросина је имала срећу да свог сина види као цара годину дана. Године 1186. пратила је свог сина цара Исака II у његовом походу против гувернера Дирахија који се побунио против цара. Цар је опсео и упао у град, али је Еуфросина умрла при повратку у Цариград.